# Opistophthalmus pluridens
Espèce
Synonymes
- Opisthophthalmus intercedens pluridens Hewitt, 1918

Opistophthalmus pluridens est une espèce de scorpions de la famille des Scorpionidae.

## Distribution
Cette espèce est endémique du Limpopo en Afrique du Sud. Elle se rencontre vers Campbell.

## Description
Le mâle holotype mesure 94 mm.

## Systématique et taxinomie
Cette espèce a été décrite sous le protonyme Opisthophthalmus intercedens pluridens par Hewitt en 1918. Elle est élevée au rang d'espèce par Prendini en 2001.

## Publication originale
- Hewitt, 1918 : A survey of the scorpion fauna of South Africa. Transactions of the Royal Society of South Africa, vol. 6, p. 89–192 (texte intégral).